# Saint-Senoux

Saint-Senoux este o comună în departamentul Ille-et-Vilaine, Franța. În 2009 avea o populație de 1656 de locuitori.